# Sitticus leucoproctus
Sitticus leucoproctus är en spindelart som först beskrevs av Cândido Firmino de Mello-Leitão 1944. 
Sitticus leucoproctus ingår i släktet Sitticus och familjen hoppspindlar. Inga underarter finns listade i Catalogue of Life.